# 4e régiment d'hélicoptères de commandement et de manœuvre
Le 4e régiment d’hélicoptères de commandement et de manœuvre (4e RHCM) est une unité de l'aviation légère de l'armée de terre, dissoute le 30 juin 1999. Anciennement basée à Nancy-Essey (pour les hélicoptères légers) ainsi que sur la base de Phalsbourg (pour les hélicoptères de manœuvre -SA330 Puma et AS532 Cougar). Une escadrille de Puma était également basée à Pau avec le 5e RHC. Sa devise était « Te ipsum vincere » "C'est toi-même qu'il faut vaincre".
Ses terrains sont transférés, début 2007, à la communauté urbaine du Grand Nancy dans le cadre de la loi de décentralisation. Les hangars sont utilisés fin 2007 par le syndicat mixte de gestion de l'aéroport de Nancy - Essey pour y abriter des avions privés.

## Historique
Lorsque le 4e régiment de commandement et de soutien (4e RCS) de la 4e division blindée est devenu 4e régiment d'hélicoptères de commandement, de manœuvre et de soutien (4e RHCMS) puis 4e régiment d'hélicoptères de commandement et de manœuvre (4e RHCM) au sein de la 4e division aéromobile, les ailes de l'aviation légère de l'armée de terre ont été rapportées sur l'insigne. Il s'agit donc d'un régiment de commandement et de soutien doté d'hélicoptères, interarmes, mais qui dépend de l'ALAT. Il a également existé un 6e RHCM, mais cette unité, qui soutenait la 4e brigade aéromobile, n'avait de RHCM que le nom, et n'a existé que de façon éphémère…
Le 4e régiment d'hélicoptères des forces spéciales (4e RHFS) est l'héritier de l'escadrille des opérations spéciales (EOS) créée en 1993 au sein du 4e régiment d'hélicoptères de commandement et de manœuvre.

## Drapeau
Il porte l'inscription:
- ITALIE 1944

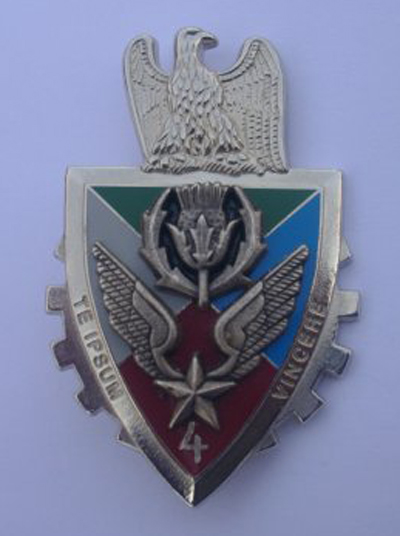
insigne régimentaire du 4e régiment d'hélicoptères de commandement et de manœuvre.